# Danh sách người đứng đầu chính phủ Nga

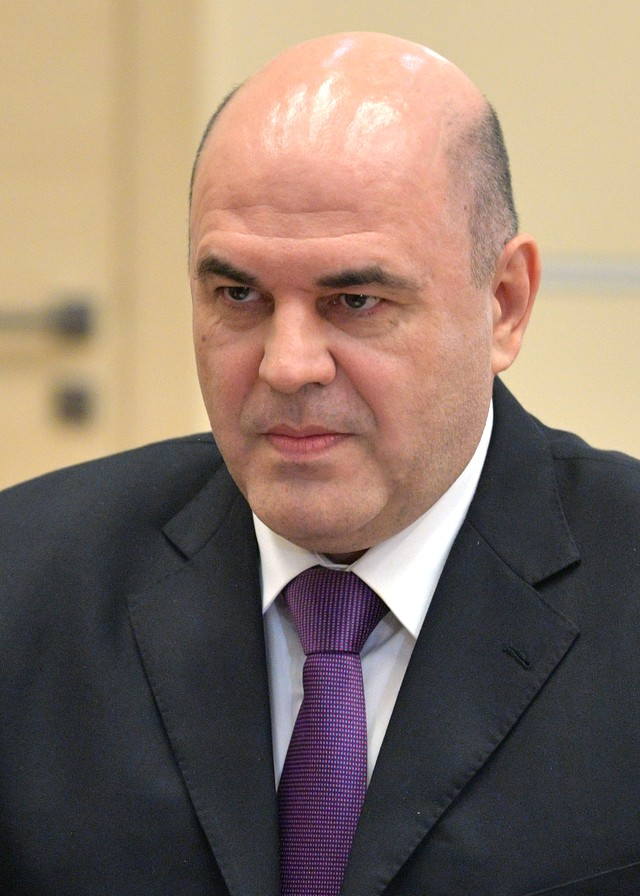
Mikhail Vladimirovich Mishustin là người đứng đầu chính phủ ở thời điểm hiện tại

Kể từ thế kỷ XVIII ở Nga xảy ra giải phóng mặt bằng hành chính công hiện đại, bao gồm cả sự hình thành của các cơ quan có quyền lực đang dần tiếp cận quyền hạn được ghi nhận trong thời điểm Chính phủ Nga là người điều hành cao nhất và hành chính cơ quan quyền lực nhà nước. Trong một số trường hợp, các tổ chức như vậy có tên khác nhau (ví dụ: Hội đồng Cơ mật Tối cao, Hội nghị tại Tòa án Tối cao), nhưng gần với thẩm quyền của họ đối với chính phủ hiện đại. Hoặc ngược lại, họ có một cái tên tương tự như một cái hiện đại, như Ủy ban Bộ trưởng, nhưng các chức năng của cơ quan này trong hệ thống quản lý nhà nước bị hạn chế nghiêm trọng và chủ tịch của nó là trang trí.
Nói chung, kiểu chính phủ hiện đại ở Nga xuất hiện sau khi thành lập Hội đồng Bộ trưởng của Đế quốc Nga vào ngày 19 tháng 10 (1 tháng 11), 1905, để quản lý và kết hợp các hành động của người đứng đầu các bộ phận về các chủ đề của cả pháp luật và chính quyền cấp cao được tuyên bố là một phần của chính quyền nhà nước thống nhất, các bộ trưởng không còn là quan chức riêng biệt, mỗi bộ phận chỉ chịu trách nhiệm về hành động và mệnh lệnh của họ. Chủ tịch đầu tiên của Hội đồng Bộ trưởng vào ngày 24 tháng 10 (ngày 6 tháng 11), năm 1905 là Bá tước Sergei Witte.
Hiện tại, tình trạng và trật tự hoạt động của Chính phủ Liên bang Nga được quy định theo Chương 6 của Hiến pháp Liên bang Nga và các quy định của Luật Hiến pháp Liên bang về Chính phủ Liên bang Nga, ngày 17 tháng 12 năm 1997.
Chủ tịch hiện tại của Chính phủ Liên bang Nga là Mikhail Vladimirovich Mishustin.

## Đế quốc Nga (1726–1905)
Từ thế kỷ 18, một hệ thống hành chính công hiện đại sẽ được tạo ra ở Nga, bao gồm cả việc hình thành các cơ quan có quyền lực tương tự như quyền lực của hiện đại Chính phủ Nga. Trong giai đoạn từ 1726 đến 1905, không có chức danh chính thức nào cho người lãnh đạo chính phủ. Các bộ trưởng (bộ trưởng cao cấp) nhất định Hoàng đế Nga dù sao đã lãnh đạo chính phủ de facto, nhưng de jure người đứng đầu chính phủ là một vị vua.
| Hình ảnh                                                                                                  | Hình ảnh                                                       | Tên (Sinh–Mất)                                                                      | Tại chức                                                       | Tại chức                                                       | Hoàng đế                                                       |                                                                |                                                                |
| Thành viên Hội đồng Cơ mật tối cao của Đế quốc Nga (1726–1730)                                            | Thành viên Hội đồng Cơ mật tối cao của Đế quốc Nga (1726–1730) | Thành viên Hội đồng Cơ mật tối cao của Đế quốc Nga (1726–1730)                      | Thành viên Hội đồng Cơ mật tối cao của Đế quốc Nga (1726–1730) | Thành viên Hội đồng Cơ mật tối cao của Đế quốc Nga (1726–1730) | Thành viên Hội đồng Cơ mật tối cao của Đế quốc Nga (1726–1730) | Thành viên Hội đồng Cơ mật tối cao của Đế quốc Nga (1726–1730) | Thành viên Hội đồng Cơ mật tối cao của Đế quốc Nga (1726–1730) |
| --- | -------------------------------------------------------------- | ----------------------------------------------------------------------------------- | -------------------------------------------------------------- | -------------------------------------------------------------- | -------------------------------------------------------------- | -------------------------------------------------------------- | -------------------------------------------------------------- |
| |                                                                | Bá tước và Hoàng tử Aleksandr Danilovich Menshikov (1673–1729)                      | 8 tháng 2 năm 1726                                             | 8 tháng 9 năm 1727                                             | Yekaterina I (1725–1727) Pyotr II (1727–1730) Anna (1730–1740) |                                                                |                                                                |
| |                                                                | Bá tước Fyodor Matveyevich Apraksin (1661–1728)                                     | 8 tháng 2 năm 1726                                             | 10 tháng 11 năm 1728                                           | Yekaterina I (1725–1727) Pyotr II (1727–1730) Anna (1730–1740) |                                                                |                                                                |
| |                                                                | Bá tước Gavriil Ivanovich Golovkin (1660–1734)                                      | 8 tháng 2 năm 1726                                             | 6 tháng 5 năm 1727                                             | Yekaterina I (1725–1727) Pyotr II (1727–1730) Anna (1730–1740) |                                                                |                                                                |
| |                                                                | Bá tước Andrey Ivanovich Osterman (1686–1747)                                       | 8 tháng 2 năm 1726                                             | 6 tháng 5 năm 1727                                             | Yekaterina I (1725–1727) Pyotr II (1727–1730) Anna (1730–1740) |                                                                |                                                                |
| |                                                                | Hoàng tử Dmitry Mikhaylovich Golitsyn (1665–1737)                                   | 8 tháng 2 năm 1726                                             | 6 tháng 5 năm 1727                                             | Yekaterina I (1725–1727) Pyotr II (1727–1730) Anna (1730–1740) |                                                                |                                                                |
| |                                                                | Bá tước Pyotr Andreyevich Tolstoy (1645–1729)                                       | 8 tháng 2 năm 1726                                             | 6 tháng 5 năm 1727                                             | Yekaterina I (1725–1727) Pyotr II (1727–1730) Anna (1730–1740) |                                                                |                                                                |
| |                                                                | Bá tước Karl Fridrikh Golshteyn-Gottorpsky (1700–1739)                              | 8 tháng 2 năm 1726 (or tháng 3 năm 1726)                       | 25 tháng 7 năm 1727                                            | Yekaterina I (1725–1727) Pyotr II (1727–1730) Anna (1730–1740) |                                                                |                                                                |
| |                                                                | Hoàng tử Alexey Grigoryevich Dolgorukov (?–1734)                                    | 3 tháng 2 năm 1728                                             | 4 tháng 3 năm 1730                                             | Yekaterina I (1725–1727) Pyotr II (1727–1730) Anna (1730–1740) |                                                                |                                                                |
| |                                                                | Hoàng tử Vasily Lukich Dolgorukov (1670–1739)                                       | 6 tháng 4 năm 1729                                             | 4 tháng 3 năm 1730                                             | Yekaterina I (1725–1727) Pyotr II (1727–1730) Anna (1730–1740) |                                                                |                                                                |
| |                                                                | Hoàng tử Vasily Vladimirovich Dolgorukov (1667–1746)                                | 19 tháng 1 năm 1730                                            | 4 tháng 3 năm 1730                                             | Yekaterina I (1725–1727) Pyotr II (1727–1730) Anna (1730–1740) |                                                                |                                                                |
| |                                                                | Hoàng tử Mikhail Mikhailovich Golitsyn (1675–1730)                                  | 19 tháng 1 năm 1730                                            | 4 tháng 3 năm 1730                                             | Yekaterina I (1725–1727) Pyotr II (1727–1730) Anna (1730–1740) |                                                                |                                                                |
| Bộ trưởng Nội các của Đế quốc Nga (1731–1741)                                                             |                                                                |                                                                                     |                                                                |                                                                |                                                                |                                                                |                                                                |
| |                                                                | Bá tước Gavriil Ivanovich Golovkin (1660–1734)                                      | 10 tháng 11 năm 1731                                           | 20 tháng 1 năm 1734                                            | Anna (1730–1740) Ivan VI (1740–1741)                           |                                                                |                                                                |
| |                                                                | Bá tước Andrey Ivanovich Osterman (1686–1747)                                       | 20 tháng 1 năm 1734                                            | 10 tháng 11 năm 1740                                           | Anna (1730–1740) Ivan VI (1740–1741)                           |                                                                |                                                                |
| |                                                                | Bá tước Khristofor Antonovich Minikh (1683–1767)                                    | 10 tháng 11 năm 1740                                           | 3 tháng 3 năm 1741                                             | Anna (1730–1740) Ivan VI (1740–1741)                           |                                                                |                                                                |
| |                                                                | Bá tước Andrey Ivanovich Osterman (1686–1747) (2nd time)                            | 3 tháng 3 năm 1741                                             | 25 tháng 11 năm 1741                                           | Anna (1730–1740) Ivan VI (1740–1741)                           |                                                                |                                                                |
| Các bộ trưởng hội nghị tại Tòa án tối cao của Đế quốc Nga (1756–1762)                                     |                                                                |                                                                                     |                                                                |                                                                |                                                                |                                                                |                                                                |
| |                                                                | Stepan Fyodorovich Apraksin (1702–1758)                                             | 14 tháng 3 năm 1756                                            | 1 tháng 10 năm 1757                                            | Elizaveta (1741–1762) Pyotr III (1762)                         |                                                                |                                                                |
| |                                                                | Bá tước Mikhail Petrovich Bestuzhev-Ryumin (1688–1760)                              | 14 tháng 3 năm 1756                                            | 2 tháng 10 năm 1757                                            | Elizaveta (1741–1762) Pyotr III (1762)                         |                                                                |                                                                |
| |                                                                | Hoàng tử Mikhail Mikhailovich Golitsyn (1684–1764)                                  | 14 tháng 3 năm 1756                                            | 17 tháng 12 năm 1757                                           | Elizaveta (1741–1762) Pyotr III (1762)                         |                                                                |                                                                |
| |                                                                | Bá tước Alexey Petrovich Bestuzhev-Ryumin (1693–1768)                               | 14 tháng 3 năm 1756                                            | 14 tháng 2 năm 1758                                            | Elizaveta (1741–1762) Pyotr III (1762)                         |                                                                |                                                                |
| |                                                                | Bá tước Aleksandr Borisovich Buturlin (1694–1767)                                   | 14 tháng 3 năm 1756                                            | 17 tháng 10 năm 1760                                           | Elizaveta (1741–1762) Pyotr III (1762)                         |                                                                |                                                                |
| |                                                                | Bá tước Pyotr Ivanovich Shuvalov (1711–1762)                                        | 14 tháng 3 năm 1756                                            | 4 tháng 1 năm 1762                                             | Elizaveta (1741–1762) Pyotr III (1762)                         |                                                                |                                                                |
| |                                                                | Bá tước Mikhail Illarionovich Vorontsov (1714–1767)                                 | 14 tháng 3 năm 1756                                            | 20 tháng 1 năm 1762                                            | Elizaveta (1741–1762) Pyotr III (1762)                         |                                                                |                                                                |
| |                                                                | Hoàng tử Nikita Yuryevich Trubetskoy (1699–1767)                                    | 14 tháng 3 năm 1756                                            | 20 tháng 1 năm 1762                                            | Elizaveta (1741–1762) Pyotr III (1762)                         |                                                                |                                                                |
| |                                                                | Bá tước Aleksandr Ivanovich Shuvalov (1710–1771)                                    | 14 tháng 3 năm 1756                                            | 20 tháng 1 năm 1762                                            | Elizaveta (1741–1762) Pyotr III (1762)                         |                                                                |                                                                |
| |                                                                | Đại Công tước Pyotr Fyodorovich Romanov (sau đó đến Hoàng đế Pyotr III) (1728–1762) | 14 tháng 3 năm 1756                                            | 28 tháng 1 năm 1762                                            | Elizaveta (1741–1762) Pyotr III (1762)                         |                                                                |                                                                |
| |                                                                | Hoàng tử Yakov Petrovich Shakhovsky (1705–1777)                                     | 16 tháng 9 năm 1760                                            | 25 tháng 12 năm 1761                                           | Elizaveta (1741–1762) Pyotr III (1762)                         |                                                                |                                                                |
| |                                                                | Ivan Ivanovich Neplyuev (1693–1773)                                                 | 16 tháng 9 năm 1760                                            | 20 tháng 1 năm 1762                                            | Elizaveta (1741–1762) Pyotr III (1762)                         |                                                                |                                                                |
| |                                                                | Bá tước Roman Illarionovich Vorontsov (1707–1783)                                   | 28 tháng 12 năm 1761                                           | 20 tháng 1 năm 1762                                            | Elizaveta (1741–1762) Pyotr III (1762)                         |                                                                |                                                                |
| Thành viên của Hội đồng Hoàng gia Đế quốc Nga (1762)                                                      |                                                                |                                                                                     |                                                                |                                                                |                                                                |                                                                |                                                                |
| |                                                                | Hoàng tử Georg Ludwig von Holstein-Gottorp (1719–1763)                              | 28 tháng 1 năm 1762                                            | 28 tháng 6 năm 1762                                            | Pyotr III (1762)                                               |                                                                |                                                                |
| |                                                                | Bá tước Pyotr Avgust Fridrikh Golshteyn-Beksky (1696–1775)                          | 28 tháng 1 năm 1762                                            | 28 tháng 6 năm 1762                                            | Pyotr III (1762)                                               |                                                                |                                                                |
| |                                                                | Bá tước Khristofor Antonovich Minikh (1683–1767)                                    | 28 tháng 1 năm 1762                                            | 28 tháng 6 năm 1762                                            | Pyotr III (1762)                                               |                                                                |                                                                |
| |                                                                | Hoàng tử Nikita Yuryevich Trubetskoy (1699–1767)                                    | 28 tháng 1 năm 1762                                            | 28 tháng 6 năm 1762                                            | Pyotr III (1762)                                               |                                                                |                                                                |
| |                                                                | Bá tước Mikhail Illarionovich Vorontsov (1714–1767)                                 | 28 tháng 1 năm 1762                                            | 28 tháng 6 năm 1762                                            | Pyotr III (1762)                                               |                                                                |                                                                |
| |                                                                | Aleksandr Nikitich Vilbua (1713–1788)                                               | 28 tháng 1 năm 1762                                            | 28 tháng 6 năm 1762                                            | Pyotr III (1762)                                               |                                                                |                                                                |
| |                                                                | Hoàng tử Mikhail Nikitich Volkonsky (1713–1788)                                     | 28 tháng 1 năm 1762                                            | 28 tháng 6 năm 1762                                            | Pyotr III (1762)                                               |                                                                |                                                                |
| |                                                                | Aleksey Petrovich Melgunov (1722–1788)                                              | 28 tháng 1 năm 1762                                            | 28 tháng 6 năm 1762                                            | Pyotr III (1762)                                               |                                                                |                                                                |
| Người đứng đầu các vấn đề của Hội đồng tại Tòa án tối cao (Hội đồng cao nhất) của Đế quốc Nga (1768–1801) |                                                                |                                                                                     |                                                                |                                                                |                                                                |                                                                |                                                                |
| |                                                                | Stepan Fyodorovich Strekalov (1728–1805)                                            | 17 tháng 11 năm 1768                                           | 1776                                                           | Ekaterina II (1762–1796)                                       |                                                                |                                                                |
| |                                                                | Bá tước Aleksandr Nikolayevich Samoylov (1744–1814)                                 | 1776                                                           | 1787                                                           | Ekaterina II (1762–1796)                                       |                                                                |                                                                |
| |                                                                | Ivan Andreyevich Veydemeyer (1752–1820)                                             | 1787                                                           | 18 tháng 11 năm 1796                                           | Ekaterina II (1762–1796)                                       |                                                                |                                                                |
| |                                                                | Gavriil Romanovich Derzhavin (1743–1816)                                            | 18 tháng 11 năm 1796                                           | 22 tháng 11 năm 1796                                           | Pavel I (1796–1801)                                            |                                                                |                                                                |
| |                                                                | Ivan Andreyevich Veydemeyer (1752–1820) (2nd time)                                  | 18 tháng 11 năm 1796                                           | 26 tháng 3 năm 1801                                            | Pavel I (1796–1801)                                            |                                                                |                                                                |
| Chủ tịch Hội đồng Bộ trưởng của Đế quốc Nga (1810–1903)                                                   |                                                                |                                                                                     |                                                                |                                                                |                                                                |                                                                |                                                                |
| |                                                                | Bá tước Nikolay Petrovich Rumyantsev (1754–1826)                                    | 1810                                                           | 1812                                                           | Aleksandr I (1801–1825)                                        |                                                                |                                                                |
| |                                                                | Bá tước and Hoàng tử Nikolay Ivanovich Saltykov (1736–1816)                         | 29 tháng 3 năm 1812                                            | 9 tháng 9 năm 1812 (disputed) 16 tháng 5 năm 1816              | Aleksandr I (1801–1825)                                        |                                                                |                                                                |
| |                                                                | Bá tước Sergey Kuzmich Vyazmitinov (disputed) (1744–1819)                           | 9 tháng 9 năm 1812                                             | 15 tháng 10 năm 1816                                           | Aleksandr I (1801–1825)                                        |                                                                |                                                                |
| |                                                                | Hoàng tử Pyotr Vasilyevich Lopukhin (1753–1827)                                     | 25 tháng 5 năm 1816                                            | 6 tháng 4 năm 1827                                             | Aleksandr I (1801–1825)                                        |                                                                |                                                                |
| Nikolai I (1825–1855)                                                                                     |                                                                | Hoàng tử Pyotr Vasilyevich Lopukhin (1753–1827)                                     | 25 tháng 5 năm 1816                                            | 6 tháng 4 năm 1827                                             |                                                                |                                                                |                                                                |
| |                                                                | Hoàng tử Viktor Pavlovich Kochubey (1768–1834)                                      | 29 tháng 4 năm 1827                                            | 3 tháng 6 năm 1834                                             |                                                                |                                                                |                                                                |
| |                                                                | Bá tước Nikolay Nikolayevich Novosiltsev (1761–1838)                                | 11 tháng 7 năm 1834                                            | 8 tháng 4 năm 1838                                             |                                                                |                                                                |                                                                |
| |                                                                | Hoàng tử Illarion Vasilyevich Vasilchikov (1776–1847)                               | 9 tháng 4 năm 1838                                             | 21 tháng 2 năm 1847                                            |                                                                |                                                                |                                                                |
| |                                                                | Bá tước Vasily Vasilyevich Levashov (1783–1848)                                     | 31 tháng 12 năm 1847                                           | 23 tháng 9 năm 1848                                            |                                                                |                                                                |                                                                |
| |                                                                | Hoàng tử Aleksandr Ivanovich Chernyshyov (1785–1857)                                | 1 tháng 12 năm 1848                                            | 5 tháng 4 năm 1856                                             |                                                                |                                                                |                                                                |
| Aleksandr II (1855–1881)                                                                                  |                                                                | Hoàng tử Aleksandr Ivanovich Chernyshyov (1785–1857)                                | 1 tháng 12 năm 1848                                            | 5 tháng 4 năm 1856                                             |                                                                |                                                                |                                                                |
| |                                                                | Hoàng tử Alexey Fyodorovich Orlov (1787–1862)                                       | tháng 5 năm 1857                                               | tháng 1 năm 1861                                               |                                                                |                                                                |                                                                |
| |                                                                | Bá tước Dmitry Nikolayevich Bludov (1785–1864)                                      | 12 tháng 11 năm 1861                                           | 19 tháng 2 năm 1864                                            |                                                                |                                                                |                                                                |
| |                                                                | Hoàng tử Pavel Pavlovich Gagarin (1789–1872)                                        | 24 tháng 2 năm 1864                                            | 21 tháng 2 năm 1872                                            |                                                                |                                                                |                                                                |
| |                                                                | Bá tước Pavel Nikolayevich Ignatyev (1797–1879)                                     | 21 tháng 2 năm 1872                                            | 20 tháng 12 năm 1879                                           |                                                                |                                                                |                                                                |
| |                                                                | Bá tước Pyotr Aleksandrovich Valuyev (1815–1890)                                    | 25 tháng 12 năm 1879                                           | 4 tháng 10 năm 1881                                            |                                                                |                                                                |                                                                |
| Aleksandr III (1881–1894)                                                                                 |                                                                | Bá tước Pyotr Aleksandrovich Valuyev (1815–1890)                                    | 25 tháng 12 năm 1879                                           | 4 tháng 10 năm 1881                                            |                                                                |                                                                |                                                                |
| |                                                                | Bá tước Mikhail Khristoforovich Reytern (1820–1890)                                 | 4 tháng 10 năm 1881                                            | 30 tháng 12 năm 1886                                           |                                                                |                                                                |                                                                |
| |                                                                | Nikolay Khristianovich Bunge (1823–1895)                                            | 1 tháng 1 năm 1887                                             | 3 tháng 6 năm 1895                                             |                                                                |                                                                |                                                                |
| Nikolai II (1894–1917)                                                                                    |                                                                | Nikolay Khristianovich Bunge (1823–1895)                                            | 1 tháng 1 năm 1887                                             | 3 tháng 6 năm 1895                                             |                                                                |                                                                |                                                                |
| |                                                                | Ivan Nikolayevich Durnovo (1834–1903)                                               | 15 tháng 10 năm 1895                                           | 29 tháng 5 năm 1903                                            |                                                                |                                                                |                                                                |
| |                                                                | Bá tước Sergei Yulyevich Witte (1849–1915)                                          | 16 tháng 8 năm 1903                                            | 22 tháng 4 năm 1906                                            |                                                                |                                                                |                                                                |

## Đế quốc Nga (1905–1917)
Kiểu chính phủ hiện đại ở Nga xuất hiện sau khi thành lập Hội đồng Bộ trưởng vào ngày 1 tháng 11 năm 1905, được tạo ra cho "trưởng ban quản lý và hành động công đoàn của các bộ về các chủ đề như luật pháp và hành chính công cao cấp", và được mô phỏng theo các tổ chức có liên quan trong các quốc gia lập hiến, khi tất cả các bộ và ban giám đốc đã được tuyên bố là một phần của quản lý nhà nước thống nhất. Thủ tướng đầu tiên là Bá tước Sergei Witte, người được bổ nhiệm vào ngày 6 tháng 11 năm 1905.
| Hình ảnh | Hình ảnh      | Tên (Sinh–Mất)                                      | Tại chức | Tại chức             | Tại chức                           | Đảng phái | Lập pháp (Bầu cử) | Hoàng đế | Hoàng đế               |
| -------- | ------------- | --------------------------------------------------- | -------- | -------------------- | ---------------------------------- | --------- | ----------------- | -------- | ---------------------- |
| 1        |               | Bá tước Sergey Yulyevich Witte (1849–1915)          | •        | 6 tháng 11 năm 1905  | 5 tháng 5 năm 1906                 | Độc lập   | Không             |          | NIkolai II (1894–1917) |
| 2        |               | Ivan Logginovich Goremykin (1839–1917)              | 1        | 5 tháng 5 năm 1906   | 21 tháng 7 năm 1906                | Độc lập   | I (1906)          |          | NIkolai II (1894–1917) |
| 3        |               | Pyotr Arkadyevich Stolypin (1862–1911)              | •        | 21 tháng 7 năm 1906  | 18 tháng 9 năm 1911 (Mất tại chức) | Độc lập   | II (1–1907)       |          | NIkolai II (1894–1917) |
| 3        | III (10–1907) | Pyotr Arkadyevich Stolypin (1862–1911)              | •        | 21 tháng 7 năm 1906  | 18 tháng 9 năm 1911 (Mất tại chức) | Độc lập   |                   |          | NIkolai II (1894–1917) |
| 4        |               | Bá tước Vladimir Nikolayevich Kokovtsov (1853–1943) | •        | 22 tháng 9 năm 1911  | 12 tháng 2 năm 1914                | Độc lập   |                   |          | NIkolai II (1894–1917) |
| 4        | IV (1912)     | Bá tước Vladimir Nikolayevich Kokovtsov (1853–1943) | •        | 22 tháng 9 năm 1911  | 12 tháng 2 năm 1914                | Độc lập   |                   |          | NIkolai II (1894–1917) |
| (2)      |               | Ivan Logginovich Goremykin (1839–1917)              | 2        | 12 tháng 2 năm 1914  | 2 tháng 2 năm 1916                 | Độc lập   |                   |          | NIkolai II (1894–1917) |
| 5        |               | Baron Boris Vladimirovich Shtyurmer (1848–1917)     | •        | 2 tháng 2 năm 1916   | 23 tháng 11 năm 1916               | Độc lập   |                   |          | NIkolai II (1894–1917) |
| 6        |               | Aleksandr Fyodorovich Trepov (1862-1928)            | •        | 23 tháng 11 năm 1916 | 20 tháng 1 năm 1917                | Độc lập   |                   |          | NIkolai II (1894–1917) |
| 7        |               | Hoàng tử Nikolai Dmitriyevich Golitsyn (1850-1925)  | •        | 20 tháng 1 năm 1917  | 12 tháng 3 năm 1917                | Độc lập   |                   |          | NIkolai II (1894–1917) |

## Chính phủ lâm thời/Cộng hòa Nga (1917)
Sau khi bị cáo buộc thoái vị Nikolai II từ ngai vàng ủng hộ anh trai Mikhail, Mikhail cũng thoái vị, trước khi triệu tập Quốc hội Lập hiến Nga. Vào ngày 1 tháng 9 năm 1917, Nga được tuyên bố là nước cộng hòa. Vào thời kỳ này, một chính phủ lâm thời được thành lập, Thủ tướng là nguyên thủ quốc gia.
| Hình ảnh | Hình ảnh | Tên (Sinh–Mất)                                | Nhiệm kỳ           | Nhiệm kỳ            | Nhiệm kỳ            | Đảng phái                       |
| -------- | -------- | --------------------------------------------- | ------------------ | ------------------- | ------------------- | ------------------------------- |
| 8        |          | Hoàng tử Georgy Yevgenyevich Lvov (1861–1925) | •                  | 15 tháng 3 năm 1917 | 20 tháng 7 năm 1917 | Đảng Dân chủ lập hiến           |
| 9        |          | Aleksandr Fyodorovich Kerensky (1881–1970)    | 1                  | 21 tháng 7 năm 1917 | 1 tháng 9 năm 1917  | Đảng Cách mạng Xã hội chủ nghĩa |
| 9        | 2        | Aleksandr Fyodorovich Kerensky (1881–1970)    | 1 tháng 9 năm 1917 | 7 tháng 11 năm 1917 |                     | Đảng Cách mạng Xã hội chủ nghĩa |

## Chính phủ Bạch vệ (1918–1924)
Người đứng đầu chính phủ Bạch vệ trong thời gian Nội chiến là de facto thủ tướng lưu vong.
| Hình ảnh | Hình ảnh    | Tên (Sinh–Mất)                               | Nhiệm kỳ | Nhiệm kỳ             | Nhiệm kỳ             | Đảng phái                       | Nguyên thủ Quốc gia | Nguyên thủ Quốc gia             |
| -------- | ----------- | -------------------------------------------- | -------- | -------------------- | -------------------- | ------------------------------- | ------------------- | ------------------------------- |
|          |             | Vladimir Kazimirovich Volsky (1877–1937)     | •        | 8 tháng 6 năm 1918   | 23 tháng 9 năm 1918  | Đảng Cách mạng Xã hội chủ nghĩa |                     | Vladimir Volsky (1918)          |
|          |             | Nikolai Dimitrovich Avksentiev (1878–1943)   | •        | 23 tháng 9 năm 1918  | 18 tháng 11 năm 1918 | Đảng Cách mạng Xã hội chủ nghĩa |                     | Nikolai Avksentiev (1918)       |
|          | không khung | Pyotr Vasilyevich Vologodsky (1863–1925)     | •        | 18 tháng 11 năm 1918 | 22 tháng 11 năm 1919 | Đảng Cách mạng Xã hội chủ nghĩa |                     | Aleksandr Kolchak (1918 — 1920) |
|          | không khung | Viktor Nikolayevich Pepelyayev (1885-1920)   | •        | 22 tháng 11 năm 1919 | 4 tháng 1 năm 1920   | Đảng Dân chủ lập hiến           |                     | Aleksandr Kolchak (1918 — 1920) |
|          |             | Aleksandr Vasilyevich Krivoshein (1857-1921) | •        | 11 tháng 4 năm 1920  | 11 tháng 11 năm 1920 | Độc lập                         |                     | Pyotr Wrangel (1920 — 1924)     |
|          |             | Pyotr Nikolayevich Wrangel (1878-1928)       | •        | 5 tháng 4 năm 1921   | tháng 11 năm 1924    | Độc lập                         |                     | Pyotr Wrangel (1920 — 1924)     |

## Cộng hòa Xã hội chủ nghĩa Xô viết Liên bang Nga (1917–1991)
Thủ tướng Nga xô viết.
| Hình ảnh | Hình ảnh                                                                        | Tên (Sinh–Mất)                                | Nhiệm kỳ            | Nhiệm kỳ             | Nhiệm kỳ                           | Đảng phái                    | Lập pháp (Bầu cử) | Người đúng đầu nhà nước       | Người đúng đầu nhà nước         |
| -------- | ------------------------------------------------------------------------------- | --------------------------------------------- | ------------------- | -------------------- | ---------------------------------- | ---------------------------- | ----------------- | ----------------------------- | ------------------------------- |
| 10       |                                                                                 | Vladimir Ilyich Ulyanov ("Lenin") (1870–1924) | •                   | 8 tháng 11 năm 1917  | 21 tháng 1 năm 1924 (Mất tại chức) | Đảng Cộng sản                | ARCEC             |                               | Lev Kamenev (1917)              |
| 10       | Yakov Sverdlov (1917 — 1919)                                                    | Vladimir Ilyich Ulyanov ("Lenin") (1870–1924) | •                   | 8 tháng 11 năm 1917  | 21 tháng 1 năm 1924 (Mất tại chức) | Đảng Cộng sản                | ARCEC             |                               |                                 |
| 10       | Mikhail Vladimirsky (1919)                                                      | Vladimir Ilyich Ulyanov ("Lenin") (1870–1924) | •                   | 8 tháng 11 năm 1917  | 21 tháng 1 năm 1924 (Mất tại chức) | Đảng Cộng sản                | ARCEC             |                               |                                 |
| 10       | Mikhail Kalinin (1919 — 1938)                                                   | Vladimir Ilyich Ulyanov ("Lenin") (1870–1924) | •                   | 8 tháng 11 năm 1917  | 21 tháng 1 năm 1924 (Mất tại chức) | Đảng Cộng sản                | ARCEC             |                               |                                 |
| 11       | không khung                                                                     | Alexey Ivanovich Rykov (1881–1938)            | •                   | 2 tháng 2 năm 1924   | 18 tháng 5 năm 1929                | Đảng Cộng sản                | ARCEC             |                               |                                 |
| 12       | không khung                                                                     | Sergey Ivanovich Syrtsov (1883–1937)          | •                   | 18 tháng 5 năm 1929  | 3 tháng 11 năm 1930                | Đảng Cộng sản                | ARCEC             |                               |                                 |
| 13       |                                                                                 | Daniil Yegorovich Sulimov (1890–1937)         | •                   | 3 tháng 11 năm 1930  | 27 tháng 7 năm 1937                | Đảng Cộng sản                | ARCEC             |                               |                                 |
| 14       | Tập tin:Bundesarchiv Bild 183-29921-0001, Bulganin, Nikolai Alexandrowitsch.jpg | Nikolay Alexandrovich Bulganin (1895–1975)    | 1                   | 27 tháng 7 năm 1937  | 1938                               | Đảng Cộng sản                | ARCEC             |                               |                                 |
| 14       | Tập tin:Bundesarchiv Bild 183-29921-0001, Bulganin, Nikolai Alexandrowitsch.jpg | Nikolay Alexandrovich Bulganin (1895–1975)    | 2                   | 1938                 | 17 tháng 9 năm 1938                | Đảng Cộng sản                | I (1938)          |                               | Aleksei Badayev (1938 — 1944)   |
| 15       |                                                                                 | Vasily Vasilyevich Vakhrushev (1902–1947)     | •                   | 29 tháng 7 năm 1939  | 2 tháng 6 năm 1940                 | Đảng Cộng sản                | I (1938)          |                               | Aleksei Badayev (1938 — 1944)   |
| 16       | không khung                                                                     | Ivan Sergeyevich Khokhlov (1895–1973)         | •                   | 2 tháng 6 năm 1940   | 5 tháng 5 năm 1942                 | Đảng Cộng sản                | I (1938)          |                               | Aleksei Badayev (1938 — 1944)   |
| 17       |                                                                                 | Alexey Nikolayevich Kosygin (1904–1980)       | •                   | 2 tháng 5 năm 1943   | 23 tháng 3 năm 1946                | Đảng Cộng sản                | I (1938)          |                               | Aleksei Badayev (1938 — 1944)   |
| 17       | Nikolay Shvernik (1944 — 1946)                                                  | Alexey Nikolayevich Kosygin (1904–1980)       | •                   | 2 tháng 5 năm 1943   | 23 tháng 3 năm 1946                | Đảng Cộng sản                | I (1938)          |                               |                                 |
| 18       |                                                                                 | Mikhail Ivanovich Rodionov (1907–1950)        | 1                   | 23 tháng 3 năm 1946  | 1947                               | Đảng Cộng sản                | I (1938)          |                               |                                 |
| 18       | 2                                                                               | Mikhail Ivanovich Rodionov (1907–1950)        | 1947                | 9 tháng 3 năm 1949   | II (1947)                          | Đảng Cộng sản                |                   | Ivan Vlasov (1946 — 1950)     |                                 |
| 19       |                                                                                 | Boris Nikolayevich Chernousov (1908–1978)     | 1                   | 9 tháng 3 năm 1949   | II (1947)                          | 1951                         | Đảng Cộng sản     | Ivan Vlasov (1946 — 1950)     |                                 |
| 19       | 2                                                                               | Boris Nikolayevich Chernousov (1908–1978)     | 1951                | 20 tháng 10 năm 1952 | III (1951)                         |                              | Đảng Cộng sản     | Mikhail Tarasov (1950 — 1959) |                                 |
| 20       |                                                                                 | Aleksandr Mikhailovich Puzanov (1906–1998)    | 1                   | 20 tháng 10 năm 1952 | III (1951)                         | 1955                         | Đảng Cộng sản     | Mikhail Tarasov (1950 — 1959) |                                 |
| 20       | 2                                                                               | Aleksandr Mikhailovich Puzanov (1906–1998)    | 1955                | 24 tháng 1 năm 1956  | IV (1955)                          |                              | Đảng Cộng sản     | Mikhail Tarasov (1950 — 1959) |                                 |
| 21       |                                                                                 | Mikhail Alexeyevich Yasnov (1906–1991)        | •                   | 24 tháng 1 năm 1956  | IV (1955)                          | 19 tháng 12 năm 1957         | Đảng Cộng sản     | Mikhail Tarasov (1950 — 1959) |                                 |
| 22       |                                                                                 | Frol Romanovich Kozlov (1908–1965)            | •                   | 19 tháng 12 năm 1957 | IV (1955)                          | 31 tháng 3 năm 1958          | Đảng Cộng sản     | Mikhail Tarasov (1950 — 1959) |                                 |
| 23       |                                                                                 | Dmitry Stepanovich Polyansky (1917–2001)      | 1                   | 31 tháng 3 năm 1958  | IV (1955)                          | 1959                         | Đảng Cộng sản     |                               |                                 |
| 23       | Nikolay Ignatov (1959)                                                          | Dmitry Stepanovich Polyansky (1917–2001)      | 1                   | 31 tháng 3 năm 1958  | IV (1955)                          | 1959                         | Đảng Cộng sản     |                               |                                 |
| 23       | 2                                                                               | Dmitry Stepanovich Polyansky (1917–2001)      | 1959                | 23 tháng 11 năm 1962 | V (1959)                           |                              | Đảng Cộng sản     | Nikolay Organov (1959 – 1962) |                                 |
| 24       |                                                                                 | Gennady Ivanovich Voronov (1910–1994)         | 1                   | 23 tháng 11 năm 1962 | V (1959)                           | 1963                         | Đảng Cộng sản     | Nikolay Organov (1959 – 1962) |                                 |
| 24       | Nikolay Ignatov (1962 – 1966)                                                   | Gennady Ivanovich Voronov (1910–1994)         | 1                   | 23 tháng 11 năm 1962 | V (1959)                           | 1963                         | Đảng Cộng sản     |                               |                                 |
| 24       | 2                                                                               | Gennady Ivanovich Voronov (1910–1994)         | 1963                | 1967                 | VI (1963)                          |                              | Đảng Cộng sản     |                               |                                 |
| 24       | 2                                                                               | Gennady Ivanovich Voronov (1910–1994)         | 1963                | 1967                 | VI (1963)                          | Mikhail Yasnov (1966 – 1985) | Đảng Cộng sản     |                               |                                 |
| 24       | 3                                                                               | Gennady Ivanovich Voronov (1910–1994)         | 1967                | 23 tháng 7 năm 1971  | VII (1967)                         |                              | Đảng Cộng sản     |                               |                                 |
| 25       |                                                                                 | Mikhail Sergeyevich Solomentsev (1913–2008)   | 1                   | 28 tháng 7 năm 1971  | 1975                               | Đảng Cộng sản                | VIII (1971)       |                               |                                 |
| 25       | 2                                                                               | Mikhail Sergeyevich Solomentsev (1913–2008)   | 1975                | 1980                 | IX (1975)                          | Đảng Cộng sản                |                   |                               |                                 |
| 25       | 3                                                                               | Mikhail Sergeyevich Solomentsev (1913–2008)   | 1980                | 24 tháng 6 năm 1983  | X (1980)                           | Đảng Cộng sản                |                   |                               |                                 |
| 26       |                                                                                 | Vitaly Ivanovich Vorotnikov (1926–2012)       | 1                   | 24 tháng 6 năm 1983  | X (1980)                           | 1985                         | Đảng Cộng sản     |                               |                                 |
| 26       | 2                                                                               | Vitaly Ivanovich Vorotnikov (1926–2012)       | 1985                | 3 tháng 10 năm 1988  | XI (1985)                          |                              | Đảng Cộng sản     | Vladimir Orlov (1985 – 1988)  |                                 |
| 27       |                                                                                 | Aleksandr Vladimirovich Vlasov (1932–2002)    | •                   | 3 tháng 10 năm 1988  | XI (1985)                          | 15 tháng 6 năm 1990          | Đảng Cộng sản     |                               | Vitaly Vorotnikov (1988 – 1990) |
| 27       | Boris Yeltsin (1990 – 1991)                                                     | Aleksandr Vladimirovich Vlasov (1932–2002)    | •                   | 3 tháng 10 năm 1988  | XI (1985)                          | 15 tháng 6 năm 1990          | Đảng Cộng sản     |                               |                                 |
| 28       |                                                                                 | Ivan Stepanovich Silayev (1930–)              | 1                   | 15 tháng 6 năm 1990  | 11 tháng 7 năm 1991                | Đảng Cộng sản                | XII (1990)        |                               |                                 |
| 28       | 2                                                                               | Ivan Stepanovich Silayev (1930–)              | 12 tháng 7 năm 1991 | 26 tháng 9 năm 1991  |                                    | Đảng Cộng sản                | XII (1990)        |                               |                                 |
| P        |                                                                                 | Boris Nikolayevich Yeltsin (1931–2007)        | •                   | 6 tháng 11 năm 1991  | 25 tháng 12 năm 1991               | Độc lập                      | XII (1990)        |                               |                                 |

## Liên bang Nga (từ 1991)
Người đứng đầu Chính phủ Nga sau Liên Xô tan rã. Người đứng đầu chính phủ đầu tiên của nước Nga thời hậu Xô viết là Viktor Chernomyrdin.
| Hình ảnh | Hình ảnh   | Tên (Sinh–Mất)                              | Nhiệm kỳ                              | Nhiệm kỳ             | Nhiệm kỳ            | Đảng phái               | Lập pháp (Bầu cử) | Tổng thống                  | Tổng thống                |
| -------- | ---------- | ------------------------------------------- | ------------------------------------- | -------------------- | ------------------- | ----------------------- | ----------------- | --------------------------- | ------------------------- |
| P        |            | Boris Nikolayevich Yeltsin (1931–2007)      | •                                     | 25 tháng 12 năm 1991 | 15 tháng 6 năm 1992 | Độc lập                 | XII (1990)        |                             | Boris Yeltsin (1991–1999) |
| 29       |            | Viktor Stepanovich Chernomyrdin (1938–2010) | 1                                     | 14 tháng 12 năm 1992 | 9 tháng 8 năm 1996  | Đảng của chúng ta – Nga | XII (1990)        |                             | Boris Yeltsin (1991–1999) |
| 29       | I (1993)   | Viktor Stepanovich Chernomyrdin (1938–2010) | 1                                     | 14 tháng 12 năm 1992 | 9 tháng 8 năm 1996  | Đảng của chúng ta – Nga |                   |                             | Boris Yeltsin (1991–1999) |
| 29       | II (1995)  | Viktor Stepanovich Chernomyrdin (1938–2010) | 1                                     | 14 tháng 12 năm 1992 | 9 tháng 8 năm 1996  | Đảng của chúng ta – Nga |                   |                             | Boris Yeltsin (1991–1999) |
| 29       | 2          | Viktor Stepanovich Chernomyrdin (1938–2010) | 10 tháng 8 năm 1996                   | 23 tháng 3 năm 1998  |                     | Đảng của chúng ta – Nga |                   |                             | Boris Yeltsin (1991–1999) |
| 30       |            | Sergey Vladilenovich Kiriyenko (1962–)      | •                                     | 24 tháng 4 năm 1998  | 23 tháng 8 năm 1998 | Độc lập                 |                   |                             | Boris Yeltsin (1991–1999) |
| 31       |            | Yevgeny Maximovich Primakov (1929–2015)     | •                                     | 11 tháng 9 năm 1998  | 12 tháng 5 năm 1999 | Tổ quốc – Toàn nước Nga |                   |                             | Boris Yeltsin (1991–1999) |
| 32       |            | Sergey Vadimovich Stepashin (1952–)         | •                                     | 19 tháng 5 năm 1999  | 9 tháng 8 năm 1999  | Độc lập                 |                   |                             | Boris Yeltsin (1991–1999) |
| 33       |            | Vladimir Vladimirovich Putin (1952–)        | 1                                     | 16 tháng 8 năm 1999  | 7 tháng 5 năm 2000  | Đoàn kết                |                   |                             | Boris Yeltsin (1991–1999) |
| 33       | III (1999) | Vladimir Vladimirovich Putin (1952–)        | 1                                     | 16 tháng 8 năm 1999  | 7 tháng 5 năm 2000  | Đoàn kết                |                   | Vladimir Putin (2000–2008)  |                           |
| 34       | III (1999) |                                             | Mikhail Mikhailovich Kasyanov (1957–) | •                    | 17 tháng 5 năm 2000 | 24 tháng 2 năm 2004     | Độc lập           | Vladimir Putin (2000–2008)  |                           |
| 34       | IV (2003)  |                                             | Mikhail Mikhailovich Kasyanov (1957–) | •                    | 17 tháng 5 năm 2000 | 24 tháng 2 năm 2004     | Độc lập           | Vladimir Putin (2000–2008)  |                           |
| 35       |            | Mikhail Yefimovich Fradkov (1950–)          | 1                                     | 5 tháng 3 năm 2004   | 7 tháng 5 năm 2004  | Độc lập                 |                   | Vladimir Putin (2000–2008)  |                           |
| 35       | 2          | Mikhail Yefimovich Fradkov (1950–)          | 12 tháng 5 năm 2004                   | 14 tháng 9 năm 2007  |                     | Độc lập                 |                   | Vladimir Putin (2000–2008)  |                           |
| 36       |            | Viktor Alexeyevich Zubkov (1941–)           | •                                     | 14 tháng 9 năm 2007  | 7 tháng 5 năm 2008  | Nước Nga thống nhất     |                   | Vladimir Putin (2000–2008)  |                           |
| 36       | V (2007)   | Viktor Alexeyevich Zubkov (1941–)           | •                                     | 14 tháng 9 năm 2007  | 7 tháng 5 năm 2008  | Nước Nga thống nhất     |                   | Vladimir Putin (2000–2008)  |                           |
| (33)     |            | Vladimir Vladimirovich Putin (1952–)        | 2                                     | 8 tháng 5 năm 2008   | 7 tháng 5 năm 2012  | Nước Nga thống nhất     |                   | Dmitry Medvedev (2008–2012) |                           |
| (33)     | VI (2011)  | Vladimir Vladimirovich Putin (1952–)        | 2                                     | 8 tháng 5 năm 2008   | 7 tháng 5 năm 2012  | Nước Nga thống nhất     |                   | Dmitry Medvedev (2008–2012) |                           |
| 37       |            | Dmitry Anatolyevich Medvedev (1965–)        | 1                                     | 8 tháng 5 năm 2012   | 7 tháng 5 năm 2018  | Nước Nga thống nhất     |                   | Vladimir Putin (2012–)      |                           |
| 37       | VII (2016) | Dmitry Anatolyevich Medvedev (1965–)        | 1                                     | 8 tháng 5 năm 2012   | 7 tháng 5 năm 2018  | Nước Nga thống nhất     |                   | Vladimir Putin (2012–)      |                           |
| 37       | 2          | Dmitry Anatolyevich Medvedev (1965–)        | 8 tháng 5 năm 2018                    | 15 tháng 1 năm 2020  |                     | Nước Nga thống nhất     |                   | Vladimir Putin (2012–)      |                           |
| 38       |            | Mikhail Vladimirovich Mishustin (1966–)     | .                                     | 15 tháng 1 năm 2020  | Đương nhiệm         | Độc lập                 |                   | Vladimir Putin (2012–)      |                           |